# Peter Griesbacher
Peter Griesbacher (Egglham, Alemania, 25 de marzo de 1864 - Ratisbona, Alemania, 28 de enero de 1933) Fue un organista y compositor alemán, experto en campanas. 

## Biografía
Estudió Teología en Passau, y en 1886 fue ordenado sacerdote en 1886. De 1894 a 1895 fue Prefecto Musical en el seminario St. Emmeram en Ratisbona. En 1911 fue nombrado Compositor para la iglesia y docente en la Escuela de Música Sacra de Ratisbona, en las cátedras de contrapunto, estudio de formas musicales y estudio de estilos. Aproximadamente, en esas mismas fechas fue nombrado vicario, y luego canónigo en el colegio de San Juan de Ratisbona. 
Murió en enero de 1933 de un cáncer gastro-intestinal.

## Composiciones
Compuso principalmente para la Iglesia católica. Partiendo de la cappella ideal llegó a trabajar en un monumental estilo con participación de la orquesta, pero más tarde regresó a un lenguaje más simple. Con Griesbacher la música de la Iglesia Católica evolucionó durante la transición del siglo XIX al XX. La mayoría de sus composiciones son piezas de música católica. Su obra consta de alrededor de 250 trabajos, de los cuales 49 son Misas.
- Misa "Jam sol recedit" op. 1
- Misa "Mater admirabilis", op. 86
- Misa in honorem Sancti Gregorii (II vocum inaequalium com. Organo), op. 90
- Misa "Stella maris", op. 141
- Misa Americana, op. 235